# Hamburg Open
 For alternative betydninger, se German Open. (Se også artikler, som begynder med German Open)
Hamburg Open er en tennisturnering for professionelle tennisspillere, der hvert år i juli måned afvikles på grusbaner i Am Rothenbaum i Hamborg, Tyskland. Turneringen er en del af ATP Tour, hvor den er kategoriseret som en ATP Tour 500-turnering, og WTA Tour, hvor den er placeret i kategorien WTA 250.
Turneringen fungerer som de åbne tyske mesterskaber i tennis, og mesterskabet er blevet spillet siden 1892. De første fem år var det kun åbent for tyske og østrigske spillere, men fra 1897 blev det åbnet for udenlandske spillere. Siden 1924 er turneringen blevet spillet i Am Rothenbaum i Hamborg. Til og med 1968 var mesterskabet forbeholdt amatørspillere, men fra 1969 var turneringen - i lighed med resten af tennisverdenen - blevet åbnet for professionelle spillere, og blev herefter afviklet under navnet German Open. I 1979 blev kvinderækkerne udskilt i en særskilt turnering, der blev spillet i Berlin, og som også kaldtes German Open, og som blev optaget på WTA Tour.
I 1997 kunne man over Center Court indvie et nybygget skydetag, der kan overdække banen i tilfælde af regnvejr. Turneringen blev til og med 2008 spillet i begyndelsen af maj som optakt til French Open, og den var kategoriseret som en af de ni store Masters Series-turneringer på ATP Tour, der rangerede umiddelbart under de fire grand slam-turneringer og ATP-slutspillet, men i 2009 blev turneringen nedgraderet til en ATP World Tour 500-turnering og samtidig flyttet til juli efter Wimbledon-mesterskaberne.

## Spillesteder
- 1892-93: Eisenbahnverein auf dem Uhlenhorst i Hamborg.
- 1894-97: Skiftevis i Eisenbahnverein vor dem Dammtor og Eisenbahnverein auf dem Uhlenhorst, begge i Hamborg.
- 1898-1901: Bad Homburg vor der Höhe.
- 1902-23: Skiftevis i Eisenbahnverein vor dem Dammtor og Eisenbahnverein auf dem Uhlenhorst, begge i Hamborg.
- Siden 1924: Am Rothenbaum, Hamborg.

## Navne
- Fra 1969: German Open.
- 2001: Tennis Masters Series Hamburg
- 2002-03: Tennis Masters Hamburg
- 2004: Masters Series Hamburg
- 2005-08: Masters Series Hamburg presented by e.on Hanse
- 2009: International German Open Hamburg
- 2010 German Open Tennis Championship
- 2011-15: bet-at-home Open - German Tennis Championships
- 2016-17: German Open - German Tennis Championships
- 2018: German Tennis Championship
- 2019-23: Hamburg European Open
- Siden 2024: Hamburg Open

## Vindere og finalister

### Herresingle

#### Vindere af flest titler
| Titler | Spiller              | År                                       |
| ------ | -------------------- | ---------------------------------------- |
| 7      | Otto Froitzheim      | 1907, 1909, 1910, 1911, 1921, 1922, 1925 |
| 6      | Gottfried von Cramm  | 1932, 1933, 1934, 1935, 1948, 1949       |
| 5      | Major Ritchie        | 1903, 1904, 1905, 1906, 1908             |
| 4      | Roger Federer        | 2002, 2004, 2005, 2007                   |
| 3      | Viktor Voss          | 1894, 1895, 1896                         |
| 3      | Eddie Dibbs          | 1973, 1974, 1976                         |
| 3      | Andrej Medvedev      | 1994, 1995, 1997                         |
| 2      | George Hillyard      | 1897, 1900                               |
| 2      | Max Decugis          | 1901, 1902                               |
| 2      | Hans Moldenhauer     | 1926, 1927                               |
| 2      | Christian Boussus    | 1929, 1930                               |
| 2      | Henner Henkel        | 1937, 1939                               |
| 2      | Budge Patty          | 1953, 1954                               |
| 2      | Rod Laver            | 1961, 1962                               |
| 2      | Manuel Orantes       | 1972, 1975                               |
| 2      | José Higueras        | 1979, 1982                               |
| 2      | Ivan Lendl           | 1987, 1989                               |
| 2      | Juan Aguilera        | 1984, 1990                               |
| 2      | Rafael Nadal         | 2008, 2015                               |
| 2      | Leonardo Mayer       | 2014, 2017                               |
| 2      | Nikoloz Basilashvili | 2018, 2019                               |

#### Finaler
| År                        | Mester                   | Finalist               | Finaleresultat                |
| ------------------------- | ------------------------ | ---------------------- | ----------------------------- |
| 1892                      | Walter Bonne (1)         | R.A. Leers             | 7–5, 6–3                      |
| 1893                      | Christian Winzer (1)     | Walter Bonne           | 6–4, 6–0, 3–6, 6–3            |
| 1894                      | Viktor Voss (1)          | Christian Winzer       | 11–9, 6–1, 6–4                |
| 1895                      | Viktor Voss (2)          | Christian Winzer       | 6–2, 6–1, 6–2                 |
| 1896                      | Viktor Voss (3)          | Georg Wantzelius       | 6–1, 6–0, 6–1                 |
| 1897                      | George Hillyard (1)      | George C. Ball Greene  | 6–1, 6–2, 6–3                 |
| 1898                      | Harold Mahony (1)        | Joshua Pim             | 6–4, 6–3, 6–4                 |
| 1899                      | Clarence Hobart (1)      | Harold Mahony          | 8–6, 8–10, 6–0, 6–8, 8–6      |
| 1900                      | George Hillyard (2)      | Laurence Doherty       | w.o.                          |
| 1901                      | Max Decugis (1)          | Frederick W. Payn      | 6–4, 6–4, 4–6, 6–2            |
| 1902                      | Max Decugis (2)          | John M. Flavelle       | 4–6, 2–6, 7–5, 7–5, 6–0       |
| 1903                      | Major Ritchie (1)        | Max Decugis            | w.o.                          |
| 1904                      | Major Ritchie (2)        | Kurt von Wessely       | 6–4, 6–0, 10–8                |
| 1905                      | Major Ritchie (3)        | Anthony Wilding        | 8–6, 7–5, 8–6                 |
| 1906                      | Major Ritchie (4)        | Friedrich Wilhelm Rahe | 6–2, 6–2, 6–0                 |
| 1907                      | Otto Froitzheim (1)      | Major Ritchie          | 7–5, 6–3, 6–4                 |
| 1908                      | Major Ritchie (5)        | George K. Logie        | 6–1, 6–1, 6–3                 |
| 1909                      | Otto Froitzheim (2)      | Friedrich Wilhelm Rahe | 6–0, 6–2, 6–3                 |
| 1910                      | Otto Froitzheim (3)      | Kurt Bergmann          | w.o.                          |
| 1911                      | Otto Froitzheim (4)      | Felix Pipes            | 6–3, 6–2, 6–1                 |
| 1912                      | Otto von Müller (1)      | Heinrich Schomburgk    | 2–6, 6–1, 6–4, 6–2            |
| 1913                      | Heinrich Schomburgk (1)  | Otto von Müller        | 6–2, 6–4, 7–5                 |
| 1914-19                   | Ingen turneringer        | Ingen turneringer      | Ingen turneringer             |
| 1920                      | Oscar Kreuzer (1)        | Luis Maria Heyden      | 6–0, 6–0, 6–2                 |
| 1921                      | Otto Froitzheim (5)      | Robert Kleinschroth    | 6–4, 8–6, 0–0 opg.            |
| 1922                      | Otto Froitzheim (6)      | Friedrich Wilhelm Rahe | 2–6, 6–0, 8–6, 6–1            |
| 1923                      | Heinz Landmann (1)       | Luis Maria Heyden      | 6–2, 6–3, 7–5                 |
| 1924                      | Béla von Kehrling (1)    | Luis Maria Heyden      | 8–6, 6–1, 9–7                 |
| 1925                      | Otto Froitzheim (7)      | Béla von Kehrling      | 6–4, 6–1, 4–6, 6–1            |
| 1926                      | Hans Moldenhauer (1)     | Walter Dessart         | 6–2, 6–2, 6–1                 |
| 1927                      | Hans Moldenhauer (2)     | Willy Hannemann        | 6–2, 4–6, 6–4, 6–4            |
| 1928                      | Daniel Prenn (1)         | Hans Moldenhauer       | 6–1, 6–4, 6–3                 |
| 1929                      | Christian Boussus (1)    | Otto Froitzheim        | 6–1, 4–6, 6–1, 6–8, 6–1       |
| 1930                      | Christian Boussus (2)    | Yoshiro Ohta           | 1–6, 8–6, 2–6, 6–4, 6–4       |
| 1931                      | Roderich Menzel (1)      | Gustav Jaenecke        | 6–2, 6–2, 6–1                 |
| 1932                      | Gottfried von Cramm (1)  | Roderich Menzel        | 3–6, 6–2, 6–2, 6–3            |
| 1933                      | Gottfried von Cramm (2)  | Roderich Menzel        | 7–5, 2–6, 4–6, 6–3, 6–4       |
| 1934                      | Gottfried von Cramm (3)  | Clayton Lee Burwell    | 6–2, 6–1, 6–4                 |
| 1935                      | Gottfried von Cramm (4)  | Ottó Szigeti           | 6–3, 6–3, 6–3                 |
| 1936                      | Ingen turnering          | Ingen turnering        | Ingen turnering               |
| 1937                      | Henner Henkel (1)        | Vivian McGrath         | 1–6, 6–3, 8–6, 3–6, 6–1       |
| 1938                      | Ottó Szigeti (1)         | Bernard Destremau      | 8–6, 6–8, 6–3, 6–3            |
| 1939                      | Henner Henkel (2)        | Roderich Menzel        | 4–6, 6–4, 6–0, 6–1            |
| 1940-47                   | Ingen turneringer        | Ingen turneringer      | Ingen turneringer             |
| 1948                      | Gottfried von Cramm (5)  | Helmut Gulcz           | 6–4, 6–1, 4–6, 6–3            |
| 1949                      | Gottfried von Cramm (6)  | Ernst Buchholz         | 7–5, 6–1, 6–0                 |
| 1950                      | Jaroslav Drobný (1)      | Gottfried von Cramm    | 6–3, 6–4, 6–4                 |
| 1951                      | Lennart Bergelin (1)     | Sven Davidson          | 4–6, 6–3, 4–6, 6–4, 7–5       |
| 1952                      | Eric Sturgess (1)        | Jaroslav Drobný        | 6–3, 6–2, 6–3                 |
| 1953                      | Budge Patty (1)          | Fausto Gardini         | 6–3, 6–2, 6–3                 |
| 1954                      | Budge Patty (2)          | Sven Davidson          | 6–1, 6–1, 7–5                 |
| 1955                      | Arthur Larsen (1)        | Władysław Skonecki     | 3–6, 6–3, 7–5, 6–8, 6–3       |
| 1956                      | Lew Hoad (1)             | Orlando Sirola         | 6–2, 5–7, 6–4, 8–6            |
| 1957                      | Mervyn Rose (1)          | Pierre Darmon          | 6–3, 6–0, 6–1                 |
| 1958                      | Sven Davidson (1)        | Jacques Brichant       | 5–7, 6–4, 0–6, 9–7, 6–3       |
| 1959                      | Billy Knight (1)         | Ian Vermaak            | 4–6, 6–4, 4–6, 6–3, 8–6       |
| 1960                      | Nicola Pietrangeli (1)   | Jan-Erik Lundquist     | 6–3, 2–6, 6–4, 6–2            |
| 1961                      | Rod Laver (1)            | Luis Ayala             | 6–2, 6–8, 5–7, 6–1, 6–2       |
| 1962                      | Rod Laver (2)            | Manuel Santana         | 8–6, 7–5, 6–4                 |
| 1963                      | Martin Mulligan (1)      | Bob Hewitt             | 6–0, 0–6, 8–6, 6–2            |
| 1964                      | Wilhelm Bungert (1)      | Christian Kuhnke       | 0–6, 6–4, 7–5, 6–2            |
| 1965                      | Cliff Drysdale (1)       | Boro Jovanović         | 6–2, 6–4, 3–6, 6–3            |
| 1966                      | Fred Stolle (1)          | István Gulyás          | 2–6, 7–5, 6–1, 6–2            |
| 1967                      | Roy Emerson (1)          | Manuel Santana         | 6–3, 6–3, 6–1                 |
| ↓ Open era ↓              |                          |                        |                               |
| 1968                      | John Newcombe (1)        | Cliff Drysdale         | 6–3, 6–2, 6–4                 |
| 1969                      | Tony Roche (1)           | Tom Okker              | 6–1, 5–7, 7–5, 8–6            |
| 1970                      | Tom Okker (1)            | Ilie Năstase           | 4–6, 6–3, 6–3, 6–4            |
| ↓ Grand Prix circuit ↓    |                          |                        |                               |
| 1971                      | Andrés Gimeno (1)        | Péter Szőke            | 6–3, 6–2, 6–2                 |
| 1972                      | Manuel Orantes (1)       | Adriano Panatta        | 6–3, 9–8, 6–0                 |
| 1973                      | Eddie Dibbs (1)          | Karl Meiler            | 6–1, 3–6, 7–6, 6–3            |
| 1974                      | Eddie Dibbs (2)          | Hans-Joachim Plötz     | 6–2, 6–2, 6–3                 |
| 1975                      | Manuel Orantes (2)       | Jan Kodeš              | 3–6, 6–2, 6–2, 4–6, 6–1       |
| 1976                      | Eddie Dibbs (3)          | Manuel Orantes         | 6–4, 4–6, 6–1, 2–6, 6–1       |
| 1977                      | Paolo Bertolucci (1)     | Manuel Orantes         | 6–3, 4–6, 6–2, 6–3            |
| 1978                      | Guillermo Vilas (1)      | Wojtek Fibak           | 6–2, 6–4, 6–2                 |
| 1979                      | José Higueras (1)        | Harold Solomon         | 3–6, 6–1, 6–4, 6–1            |
| 1980                      | Harold Solomon (1)       | Guillermo Vilas        | 6–7, 6–2, 6–4, 2–6, 6–3       |
| 1981                      | Peter McNamara (1)       | Jimmy Connors          | 7–6, 6–1, 4–6, 6–4            |
| 1982                      | José Higueras (2)        | Peter McNamara         | 4–6, 6–7, 7–6, 6–3, 7–6       |
| 1983                      | Yannick Noah (1)         | José Higueras          | 3–6, 7–5, 6–2, 6–0            |
| 1984                      | Juan Aguilera (1)        | Henrik Sundström       | 6–4, 2–6, 2–6, 6–4, 6–4       |
| 1985                      | Miloslav Mečíř (1)       | Henrik Sundström       | 6–4, 6–1, 6–4                 |
| 1986                      | Henri Leconte (1)        | Miloslav Mečíř         | 6–2, 5–7, 6–4, 6–2            |
| 1987                      | Ivan Lendl (1)           | Miloslav Mečíř         | 6–1, 6–3, 6–3                 |
| 1988                      | Kent Carlsson (1)        | Henri Leconte          | 6–2, 6–1, 6–4                 |
| 1989                      | Ivan Lendl (2)           | Horst Skoff            | 6–4, 6–1, 6–3                 |
| ↓ ATP Tour Masters 1000 ↓ |                          |                        |                               |
| 1990                      | Juan Aguilera (2)        | Boris Becker           | 6–1, 6–0, 7–6                 |
| 1991                      | Karel Nováček (1)        | Magnus Gustafsson      | 6–3, 6–3, 5–7, 0–6, 6–1       |
| 1992                      | Stefan Edberg (1)        | Michael Stich          | 5–7, 6–4, 6–1                 |
| 1993                      | Michael Stich (1)        | Andrej Tjesnokov       | 6–3, 6–7(1), 7–6(7), 6–4      |
| 1994                      | Andrej Medvedev (1)      | Jevgenij Kafelnikov    | 6–4, 6–4, 3–6, 6–3            |
| 1995                      | Andrej Medvedev (2)      | Goran Ivanišević       | 6–3, 6–2, 6–1                 |
| 1996                      | Roberto Carretero (1)    | Àlex Corretja          | 2–6, 6–4, 6–4, 6–4            |
| 1997                      | Andrej Medvedev (3)      | Félix Mantilla         | 6–0, 6–4, 6–2                 |
| 1998                      | Albert Costa (1)         | Àlex Corretja          | 6–2, 6–0, 1–0 opg.            |
| 1999                      | Marcelo Ríos (1)         | Mariano Zabaleta       | 6–7(5), 7–5, 5–7, 7–6(5), 6–2 |
| 2000                      | Gustavo Kuerten (1)      | Marat Safin            | 6–4, 5–7, 6–4, 5–7, 7–6(3)    |
| 2001                      | Albert Portas (1)        | Juan Carlos Ferrero    | 4–6, 6–2, 0–6, 7–6(5), 7–5    |
| 2002                      | Roger Federer (1)        | Marat Safin            | 6–1, 6–3, 6–4                 |
| 2003                      | Guillermo Coria (1)      | Agustín Calleri        | 6–3, 6–4, 6–4                 |
| 2004                      | Roger Federer (2)        | Guillermo Coria        | 4–6, 6–4, 6–2, 6–3            |
| 2005                      | Roger Federer (3)        | Richard Gasquet        | 6–3, 7–5, 7–6(4)              |
| 2006                      | Tommy Robredo (1)        | Radek Štěpánek         | 6–1, 6–3, 6–3                 |
| 2007                      | Roger Federer (4)        | Rafael Nadal           | 2–6, 6–2, 6–0                 |
| 2008                      | Rafael Nadal (1)         | Roger Federer          | 7–5, 6–7(3), 6–3              |
| ↓ ATP Tour 500 ↓          |                          |                        |                               |
| 2009                      | Nikolaj Davydenko (1)    | Paul-Henri Mathieu     | 6–4, 6–2                      |
| 2010                      | Andrej Golubev (1)       | Jürgen Melzer          | 6–3, 7–5                      |
| 2011                      | Gilles Simon (1)         | Nicolás Almagro        | 6–4, 4–6, 6–4                 |
| 2012                      | Juan Mónaco (1)          | Tommy Haas             | 7–5, 6–4                      |
| 2013                      | Fabio Fognini (1)        | Federico Delbonis      | 4–6, 7–6(8), 6–2              |
| 2014                      | Leonardo Mayer (1)       | David Ferrer           | 6–7(3), 6–1, 7–6(4)           |
| 2015                      | Rafael Nadal (2)         | Fabio Fognini          | 7–5, 7–5                      |
| 2016                      | Martin Kližan (1)        | Pablo Cuevas           | 6–1, 6–4                      |
| 2017                      | Leonardo Mayer (2)       | Florian Mayer          | 6–4, 4–6, 6–3                 |
| 2018                      | Nikoloz Basilashvili (1) | Leonardo Mayer         | 6–4, 0–6, 7–5                 |
| 2019                      | Nikoloz Basilashvili (2) | Andrej Rubljov         | 7–5, 4–6, 6–3                 |
| 2020                      | Andrej Rubljov (1)       | Stefanos Tsitsipas     | 6–4, 3–6, 7–5                 |
| 2021                      | Pablo Carreño Busta (1)  | Filip Krajinović       | 6–2, 6–4                      |
| 2022                      | Lorenzo Musetti (1)      | Carlos Alcaraz         | 6–4, 6–7(6), 6–4              |
| 2023                      | Alexander Zverev (1)     | Laslo Djere            | 7–5, 6–3                      |
| 2024                      | Arthur Fils (1)          | Alexander Zverev       | 6–3, 3–6, 7–6(1)              |
| 2025                      | Flavio Cobolli (1)       | Andrey Rublev          | 6–2, 6–4                      |

### Herredouble
| År                        | Vinder                                        | Finalist                                       | Score                   |
| ------------------------- | --------------------------------------------- | ---------------------------------------------- | ----------------------- |
| 1902                      | Max Decugis Maurice Germot                    | Bornemann Thomsen                              | 7–9, 6–2, 3–6, 6–1, 6–2 |
| 1903                      | Rolf Kinzl Kurt von Wessely                   | N/A                                            | N/A                     |
| 1904                      | Major Ritchie Wilmot Ernest Lane              | N/A                                            | N/A                     |
| 1905                      | Anthony Wilding E. Spitz                      | N/A                                            | N/A                     |
| 1906                      | Major Ritchie (2) Gerhard F. Adler            | V. v. Müller Oscar Kreuzer                     | 7–5, 2–6, 4–6, 6–3, 6–3 |
| 1907                      | Otto Froitzheim Louis Trasenster              | Major Ritchie Gerhard F. Adler                 | 6–3, 6–4, 6–3           |
| 1908                      | Otto von Müller Heinrich Schomburgk           | Major Ritchie Gerhard F. Adler                 | 2–6, 6–1, 6–0           |
| 1909                      | Friedrich Rahe Curt Bergmann                  | N/A                                            | N/A                     |
| 1910                      | Otto von Müller (2) Heinrich Schomburgk (2)   | Otto Froitzheim Otto Lindpaintner              | 5–7, 5–7, 6–3, 6–0, 6–1 |
| 1911                      | Otto Froitzheim (2) Felix Pipes               | N/A                                            | N/A                     |
| 1912                      | Luis Maria Heyden Louis Trasenster            | Heinrich Schomburgk Otto von Müller            | 6–1, 6–3, 6–4           |
| 1913                      | Rolf Kinzl (2) Kurt von Wessely (2)           | N/A                                            | N/A                     |
| 1914– 1919                | Ikke afholdt                                  | Ikke afholdt                                   | Ikke afholdt            |
| 1920                      | Ludwig von Salm Oscar Kreuzer                 | N/A                                            | N/A                     |
| 1921                      | Luis Maria Heyden (2) Heinrich Schomburgk (3) | N/A                                            | N/A                     |
| 1922                      | Otto Froitzheim (3) Oscar Kreuzer (2)         | N/A                                            | N/A                     |
| 1923                      | Friedrich Rahe (2) Béla von Kehrling          | N/A                                            | N/A                     |
| 1924                      | Friedrich Rahe (3) Béla von Kehrling (2)      | N/A                                            | N/A                     |
| 1925                      | Otto Froitzheim (4) Oscar Kreuzer (3)         | N/A                                            | N/A                     |
| 1926                      | Friedrich Rahe (4) Béla von Kehrling (3)      | N/A                                            | N/A                     |
| 1927                      | Donald Greig Maurice Summerson                | N/A                                            | N/A                     |
| 1928                      | Jack Cummings Edgar Moon                      | N/A                                            | N/A                     |
| 1929                      | Jacques Brugnon Christian Boussus             | Pierre Henri Landry Pat Spence                 | 8–6, 6–2, 6–4           |
| 1930                      | Jack Crawford Edgar Moon (2)                  | Tamio Abe Takeichi Harada                      | 6–3, 2–6, 6–4, 6–3      |
| 1931                      | Walter Dessart Eberhard Nourney               | René de Buzelet Christian Boussus              | 6–3, 6–3, 5–7, 4–6, 6–0 |
| 1932                      | Jack Crawford (2) Harry Hopman                | Pat Hughes Harry Lee                           | 7–5, 6–3, 3–6, 6–3      |
| 1933                      | Ryosuki Nunoi Jiro Sato                       | N/A                                            | N/A                     |
| 1934                      | Enrique Maier Adrian Quist                    | Vojtěch Vodička Josef Caska                    | 6–2, 6–4, 6–3           |
| 1935                      | Henner Henkel Helmut Denker                   | N/A                                            | N/A                     |
| 1936                      | Ikke afholdt                                  | Ikke afholdt                                   | Ikke afholdt            |
| 1937                      | Jack Crawford (3) Vivian McGrath              | Don Butler Frank Wilde                         | 5–7, 6–4, 2–6, 6–4, 6–3 |
| 1938                      | Yvon Petra Jean Lesueur                       | N/A                                            | N/A                     |
| 1939                      | Henner Henkel (2) Roderich Menzel             | Owen Anderson E. Smith                         | 6–1, 7–5, 6–4           |
| 1940– 1947                | Ikke afholdt                                  | Ikke afholdt                                   | Ikke afholdt            |
| 1948                      | Gottfried von Cramm Jack Harper               | N/A                                            | 6–3, 6–3, 6–1           |
| 1949                      | Gottfried von Cramm (2) Jack Harper (2)       | Ernst Buchholz Engelbert Koch                  | 6–3, 7–5, 5–7, 6–4      |
| 1950                      | Adrian Quist Bill Sidwell                     | Gottfried von Cramm Jack Harper                | 6–4, 8–6, 6–2           |
| 1951                      | Kurt Nielsen Torben Ulrich                    | Gottfried von Cramm Rolf Göpfert               | 4–6, 6–3, 4–6, 6–4, 7–5 |
| 1952                      | Jaroslav Drobný Ian Ayre                      | Tony Mottram Eric Sturgess                     | 3–6, 8–6, 6–3           |
| 1953                      | Gottfried von Cramm (3) Budge Patty           | Freddie Huber Hans Redl                        | 8–6, 4–6, 3–6, 6–2, 6–2 |
| 1954                      | Gottfried von Cramm (4) Budge Patty (2)       | Lennart Bergelin Sven Davidson                 | 9–7, 6–4, 6–2           |
| 1955                      | Gottfried von Cramm (5) Budge Patty (3)       | Adrian Quist W.R. Seymour                      | 6–1, 7–9, 6–4, 9–7      |
| 1956                      | Don Candy Lew Hoad                            | Luis Ayala Sven Davidson                       | 6–4, 7–5, 6–2           |
| 1957                      | Don Candy (2) Mervyn Rose                     | Nicola Pietrangeli Orlando Sirola              | 10–8, 6–3, 6–3          |
| 1958                      | Francisco Contreras Mario Llamas              | Ladislav Legenstein Vladimir Petrović          | 6–3, 6–4, 6–3           |
| 1959                      | Don Candy (3) Luis Ayala                      | Billy Knight Carlos Fernandes                  | 6–8, 6–3, 7–5, 6–2      |
| 1960                      | Roy Emerson Neale Fraser                      | Peter Schell Ladislav Legenstein               | 7–5, 3–6, 6–3, 9–7      |
| 1961                      | Bob Hewitt Fred Stolle                        | N/A                                            | N/A                     |
| 1962                      | Bob Hewitt (2) Martin Mulligan                | N/A                                            | N/A                     |
| 1963                      | Bob Hewitt (3) Fred Stolle (2)                | N/A                                            | N/A                     |
| 1964                      | José Luis Arilla Manuel Santana               | N/A                                            | N/A                     |
| 1965                      | Ingo Buding Christian Kuhnke                  | N/A                                            | N/A                     |
| 1966                      | Fred Stolle (3) Torben Ulrich (2)             | N/A                                            | N/A                     |
| 1967                      | Bob Hewitt (4) Frew McMillan                  | N/A                                            | N/A                     |
| ↓ Open era ↓              |                                               |                                                |                         |
| 1968                      | Tom Okker Marty Riessen                       | John Newcombe Tony Roche                       | 6–4, 6–4, 7–5           |
| 1969                      | Tom Okker (2) Marty Riessen (2)               | Jean-Claude Barclay Jürgen Fassbender          | 6–1, 6–2, 6–4           |
| 1970                      | Bob Hewitt (5) Frew McMillan (2)              | Tom Okker Nikola Pilić                         | 6–3, 7–5, 6–2           |
| ↓ Grand Prix circuit ↓    |                                               |                                                |                         |
| 1971                      | John Alexander Andrés Gimeno                  | Dick Crealy Allan Stone                        | 6–4, 7–5, 7–9, 6–4      |
| 1972                      | Jan Kodeš Ilie Năstase                        | Bob Hewitt Ion Țiriac                          | 4–6, 6–0, 3–6, 6–2, 6–2 |
| 1973                      | Jürgen Fassbender Hans-Jürgen Pohmann         | Manuel Orantes Ion Țiriac                      | 7–6, 7–6, 7–6           |
| 1974                      | Jürgen Fassbender (2) Hans-Jürgen Pohmann (2) | Brian Gottfried Raúl Ramírez                   | 6–3, 6–4, 6–4           |
| 1975                      | Juan Gisbert Manuel Orantes                   | Wojtek Fibak Jan Kodeš                         | 6–3, 7–6                |
| 1976                      | Fred McNair Sherwood Stewart                  | Dick Crealy Kim Warwick                        | 7–6, 7–6, 7–6           |
| 1977                      | Bob Hewitt (6) Karl Meiler                    | Phil Dent Kim Warwick                          | 3–6, 6–3, 6–4, 6–4      |
| 1978                      | Wojtek Fibak Tom Okker (3)                    | Antonio Muñoz Víctor Pecci                     | 6–2, 6–4                |
| 1979                      | Jan Kodeš (2) Tomáš Šmíd                      | Mark Edmondson John Marks                      | 6–3, 6–1, 7–6           |
| 1980                      | Andrés Gómez Heinz Gildemeister               | Reinhart Probst Max Wünschig                   | 6–3, 6–4                |
| 1981                      | Hans Gildemeister Andrés Gómez (2)            | Paul McNamee Peter McNamara                    | 6–4, 3–6, 6–4           |
| 1982                      | Pavel Složil Tomáš Šmíd (2)                   | Anders Järryd Hans Simonsson                   | 6–4, 6–3                |
| 1983                      | Heinz Günthardt Balázs Taróczy                | Mark Edmondson Brian Gottfried                 | 7–6, 4–6, 6–4           |
| 1984                      | Stefan Edberg Anders Järryd                   | Heinz Günthardt Balázs Taróczy                 | 6–3, 6–1                |
| 1985                      | Hans Gildemeister (2) Andrés Gómez (4)        | Heinz Günthardt Balázs Taróczy                 | 1–6, 7–6, 6–4           |
| 1986                      | Sergio Casal Emilio Sánchez                   | Boris Becker Eric Jelen                        | 6–4, 6–1                |
| 1987                      | Miloslav Mečíř Tomáš Šmíd (3)                 | Claudio Mezzadri Jim Pugh                      | 4–6, 7–6, 6–2           |
| 1988                      | Darren Cahill Laurie Warder                   | Rick Leach Jim Pugh                            | 6–4, 6–4                |
| 1989                      | Emilio Sánchez (2) Javier Sánchez             | Boris Becker Eric Jelen                        | 6–4, 6–1                |
| ↓ ATP Tour Masters 1000 ↓ |                                               |                                                |                         |
| 1990                      | Sergi Bruguera Jim Courier                    | Udo Riglewski Michael Stich                    | 7–6, 6–2                |
| 1991                      | Sergio Casal (2) Emilio Sánchez (3)           | Cássio Motta Danie Visser                      | 4–6, 6–3, 6–2           |
| 1992                      | Sergio Casal (3) Emilio Sánchez (4)           | Carl-Uwe Steeb Michael Stich                   | 5–7, 6–4, 6–3           |
| 1993                      | Paul Haarhuis Mark Koevermans                 | Grant Connell Patrick Galbraith                | 6–4, 6–7, 7–6           |
| 1994                      | Scott Melville Piet Norval                    | Henrik Holm Anders Järryd                      | 6–3, 6–4                |
| 1995                      | Wayne Ferreira Yevgeny Kafelnikov             | Byron Black Andrei Olhovskiy                   | 6–1, 7–6                |
| 1996                      | Mark Knowles Daniel Nestor                    | Guy Forget Jakob Hlasek                        | 6–2, 6–4                |
| 1997                      | Luis Lobo Javier Sánchez (2)                  | Neil Broad Piet Norval                         | 6–3, 7–6                |
| 1998                      | Donald Johnson Francisco Montana              | David Adams Brett Steven                       | 6–2, 7–5                |
| 1999                      | Wayne Arthurs Andrew Kratzmann                | Paul Haarhuis Jared Palmer                     | 2–6, 7–6(7–5), 6–2      |
| 2000                      | Todd Woodbridge Mark Woodforde                | Wayne Arthurs Sandon Stolle                    | 6–7(4–7), 6–4, 6–3      |
| 2001                      | Jonas Björkman Todd Woodbridge (2)            | Daniel Nestor Sandon Stolle                    | 7–6(7–2), 3–6, 6–3      |
| 2002                      | Mahesh Bhupathi Jan-Michael Gambill           | Jonas Björkman Todd Woodbridge                 | 6–2, 6–4                |
| 2003                      | Mark Knowles (2) Daniel Nestor (2)            | Mahesh Bhupathi Max Mirnyi                     | 6–4, 7–6(12–10)         |
| 2004                      | Wayne Black Kevin Ullyett                     | Bob Bryan Mike Bryan                           | 6–4, 6–2                |
| 2005                      | Jonas Björkman (2) Max Mirnyi                 | Michaël Llodra Fabrice Santoro                 | 4–6, 7–6(7–2), 7–6(7–3) |
| 2006                      | Paul Hanley Kevin Ullyett (2)                 | Mark Knowles Daniel Nestor                     | 6–2, 7–6(10–8)          |
| 2007                      | Bob Bryan Mike Bryan                          | Paul Hanley Kevin Ullyett                      | 6–3, 6–4                |
| 2008                      | Daniel Nestor (3) Nenad Zimonjić              | Bob Bryan Mike Bryan                           | 6–4, 5–7, [10–8]        |
| ↓ ATP Tour 500 ↓          |                                               |                                                |                         |
| 2009                      | Simon Aspelin Paul Hanley (2)                 | Marcelo Melo Filip Polášek                     | 6–3, 6–3                |
| 2010                      | Marc López David Marrero                      | Jérémy Chardy Paul-Henri Mathieu               | 6–3, 2–6, [10–8]        |
| 2011                      | Oliver Marach Alexander Peya                  | František Čermák Filip Polášek                 | 6–4, 6–1                |
| 2012                      | David Marrero (2) Fernando Verdasco           | Rogério Dutra da Silva Daniel Muñoz de la Nava | 6–4, 6–3                |
| 2013                      | Mariusz Fyrstenberg Marcin Matkowski          | Alexander Peya Bruno Soares                    | 3–6, 6–1, [10–8]        |
| 2014                      | Marin Draganja Florin Mergea                  | Alexander Peya Bruno Soares                    | 6–4, 7–5                |
| 2015                      | Jamie Murray John Peers                       | Juan Sebastián Cabal Robert Farah              | 2–6, 6–3, [10–8]        |
| 2016                      | Henri Kontinen John Peers (2)                 | Daniel Nestor Aisam-ul-Haq Qureshi             | 7–5, 6–3                |
| 2017                      | Ivan Dodig Mate Pavić                         | Pablo Cuevas Marc López                        | 6–3, 6–4                |
| 2018                      | Julio Peralta Horacio Zeballos                | Oliver Marach Mate Pavić                       | 6–1, 4–6, [10–6]        |
| 2019                      | Oliver Marach (2) Jürgen Melzer               | Robin Haase Wesley Koolhof                     | 6–2, 7–6(7–3)           |
| 2020                      | John Peers (3) Michael Venus                  | Ivan Dodig Mate Pavić                          | 6–3, 6–4                |
| 2021                      | Tim Pütz Michael Venus (2)                    | Kevin Krawietz Horia Tecău                     | 6–3, 6–7(3–7), [10–8]   |
| 2022                      | Lloyd Glasspool Harri Heliövaara              | Rohan Bopanna Matwé Middelkoop                 | 6–2, 6–4                |
| 2023                      | Kevin Krawietz Tim Pütz (2)                   | Sander Gillé Joran Vliegen                     | 7–6(7–4), 6–3           |
| 2024                      | Kevin Krawietz (2) Tim Pütz (3)               | Fabien Reboul Édouard Roger-Vasselin           | 7–6(7–8), 6–2           |
| 2025                      | Simone Bolelli Andrea Vavassori               | Andrés Molteni Fernando Romboli                | 6–4, 6–0                |

### Damesingle
| År          | Vinder                      | Finalist                | Score              |
| ----------- | --------------------------- | ----------------------- | ------------------ |
| 1982        | Lisa Bonder-Kreiss          | Renáta Tomanová         | 6–3, 6–2           |
| 1983        | Andrea Temesvári            | Eva Pfaff               | 6–4, 6–2           |
| 1984– 1986  | Ikke afholdt                | Ikke afholdt            | Ikke afholdt       |
| 1987        | Steffi Graf                 | Isabel Cueto            | 6–2, 6–2           |
| 1988        | Steffi Graf (2)             | Katerina Maleeva        | 6–4, 6–2           |
| 1989        | Steffi Graf (3)             | Jana Novotná            | Walkover           |
| 1990        | Steffi Graf (4)             | Arantxa Sánchez Vicario | 5–7, 6–0, 6–1      |
| 1991        | Steffi Graf (5)             | Monica Seles            | 7–5, 6–7(4–7), 6–3 |
| 1992        | Steffi Graf (6)             | Arantxa Sánchez Vicario | 7–6(7–5), 6–2      |
| 1993        | Arantxa Sánchez Vicario     | Steffi Graf             | 6–3, 6–3           |
| 1994        | Arantxa Sánchez Vicario (2) | Steffi Graf             | 4–6, 7–6, 7–6      |
| 1995        | Conchita Martínez           | Martina Hingis          | 6–1, 6–0           |
| 1996        | Arantxa Sánchez Vicario (3) | Conchita Martínez       | 4–6, 7–6, 6–0      |
| 1997        | Iva Majoli                  | Ruxandra Dragomir       | 6–3, 6–2           |
| 1998        | Martina Hingis              | Jana Novotná            | 6–3, 7–5           |
| 1999        | Venus Williams              | Mary Pierce             | 6–0, 6–3           |
| 2000        | Martina Hingis (2)          | Arantxa Sánchez Vicario | 6–3, 6–3           |
| 2001        | Venus Williams (2)          | Meghann Shaughnessy     | 6–3, 6–0           |
| 2002        | Kim Clijsters               | Venus Williams          | 1–6, 6–3, 6–4      |
| 2003– 2020  | Ikke afholdt                | Ikke afholdt            | Ikke afholdt       |
| 2021        | Elena-Gabriela Ruse         | Andrea Petkovic         | 7–6(8–6), 6–4      |
| 2022        | Bernarda Pera               | Anett Kontaveit         | 6–2, 6–4           |
| 2023        | Arantxa Rus                 | Noma Noha Akugue        | 6–0, 7–6(7–3)      |
| ↓ WTA 125 ↓ |                             |                         |                    |
| 2024        | Anna Bondár                 | Arantxa Rus             | 6–4, 6–2           |
| ↓ WTA 250 ↓ |                             |                         |                    |
| 2025        |                             |                         |                    |

### Damedouble
| År          | Vinder                                         | Finalist                                   | Score            |              |
| ----------- | ---------------------------------------------- | ------------------------------------------ | ---------------- | ------------ |
| 1982        | Elisabeth Ekblom Lena Sandin                   | Pat Medrado Cláudia Monteiro               | 7–6, 6–3         |              |
| 1983        | Bettina Bunge Claudia Kohde-Kilsch             | Ivanna Madruga Catherine Tanvier           | 7–5, 6–4         |              |
| 1987        | Claudia Kohde-Kilsch (2) Jana Novotná          | Natalia Egorova Leila Meskhi               | 7–6, 7–6         |              |
| 1988        | Jana Novotná (2) Tine Scheuer-Larsen           | Andrea Betzner Judith Wiesner              | 6–4, 6–2         |              |
| 1989        | Isabelle Demongeot Nathalie Tauziat            | Jana Novotná Helena Suková                 | walkover         |              |
| 1990        | Gigi Fernández Martina Navratilova             | Larisa Neiland Helena Suková               | 6–2, 6–3         |              |
| 1991        | Jana Novotná (3) Larisa Neiland                | Arantxa Sánchez Vicario Helena Suková      | 7–5, 6–1         |              |
| 1992        | Steffi Graf Rennae Stubbs                      | Manon Bollegraf Arantxa Sánchez Vicario    | 4–6, 6–3, 6–4    |              |
| 1993        | Steffi Graf (2) Rennae Stubbs (2)              | Larisa Neiland Jana Novotná                | 6–4, 7–6         |              |
| 1994        | Jana Novotná (4) Arantxa Sánchez Vicario       | Eugenia Maniokova Leila Meskhi             | 6–3, 6–2         |              |
| 1995        | Gigi Fernández (2) Martina Hingis              | Conchita Martínez Patricia Tarabini        | 6–2, 6–3         |              |
| 1996        | Arantxa Sánchez Vicario (2) Brenda Schultz     | Gigi Fernández Martina Hingis              | 4–6, 7–6, 6–4    |              |
| 1997        | Anke Huber Mary Pierce                         | Ruxandra Dragomir Iva Majoli               | 2–6, 7–6, 6–2    |              |
| 1998        | Barbara Schett Patty Schnyder                  | Martina Hingis Jana Novotná                | 7–6, 3–6, 6–3    |              |
| 1999        | Larisa Neiland (2) Arantxa Sánchez Vicario (3) | Amanda Coetzer Jana Novotná                | 6–2, 6–1         |              |
| 2000        | Anna Kournikova Natasha Zvereva                | Nicole Arendt Manon Bollegraf              | 6–7, 6–2, 6–4    |              |
| 2001        | Cara Black Elena Likhovtseva                   | Květa Peschke Barbara Rittner              | 6–2, 4–6, 6–2    |              |
| 2002        | Martina Hingis (2) Barbara Schett (2)          | Daniela Hantuchová Arantxa Sánchez Vicario | 6–1, 6–1         |              |
| 2003– 2020  | Ikke afholdt                                   | Ikke afholdt                               | Ikke afholdt     | Ikke afholdt |
| 2021        | Jasmine Paolini Jil Teichmann                  | Astra Sharma Rosalie van der Hoek          | 6–0, 6–4         |              |
| 2022        | Sophie Chang Angela Kulikov                    | Miyu Kato Aldila Sutjiadi                  | 6–3, 4–6, [10–6] |              |
| 2023        | Anna Danilina Alexandra Panova                 | Miriam Kolodziejová Angela Kulikov         | 6–4, 6–2         |              |
| ↓ WTA 125 ↓ |                                                |                                            |                  |              |
| 2024        | Anna Bondár Kimberley Zimmermann               | Arantxa Rus Nina Stojanović                | 5–7, 6–3, [11–9] |              |
| ↓ WTA 250 ↓ |                                                |                                            |                  |              |
| 2025        |                                                |                                            |                  |              |

## Eksterne links
- German Open Arkiveret 17. juni 2016 hos  Wayback Machine (tysk) (engelsk)
- ATP World Tour - Hamburg European Open (engelsk)